# Senna loretensis
Senna loretensis är en ärtväxtart som först beskrevs av Ellsworth Paine Killip, och fick sitt nu gällande namn av Howard Samuel Irwin och Rupert Charles Barneby. Senna loretensis ingår i släktet sennor, och familjen ärtväxter. Inga underarter finns listade i Catalogue of Life.